# El Pasador
Паоло Дзаваллоне (італ. Paolo Zavallone; 29 серпня 1932, Риччоне — 20 червня 2023, Болонья) — італійський співак і композитор, став популярним під псевдонімом El Pasador в середині 70-х років XX століття.

## Біографія
Музичну діяльність Паоло почав в 1950-х роках, граючи в оркестровій групі Alternovas, яка акомпанувала Фреду Бускальоне.
В 60-х роках Паоло дебютував як сольний співак. Він підписав контракт з Dischi Ricordi. 1964 року Паоло підписує контракт з Italian Yank, на якому в 1965 році виходить його перший сингл Surf dell'amore/Non mandarmi. Крім сольної творчості Паоло писав пісні для інших виконавців, у тому числі він бере участь у написанні композиції «Le Notti Lunghe» для Адріано Челентано, яка увійшла в його сингл Sabato Triste і альбом Non mi dir.
Після десятирічної перерви Паоло повернувся на сцену під псевдонімом El Pasador. Родзинкою музиканта став характерний низький голос і вуса шофера вантажівки. 1975 року вийшов перший студійний альбом Паоло Madrugada на лейблі New Polaris, так само вийшов однойменний сингл Madrugada. Успіх чекає музиканта в 1976 році, коли вийшла його платівка Il Meglio De El Pasador. Сингли Non Stop і Amada Mia, Amore Mio стають національними хітами.
У 1978 році виходить сингл Mucho Mucho, друга композиція, яка стає нарівні з «Amada Mia, Amore Mio» візитною карткою музиканта. 1980 року Паоло знявся у молодіжному фільмі-опері Sbamm!.
У 1982 році, після серії менш успішних синглів, Паоло припинив активну музичну діяльність. У тому ж році Паоло почав вести телепрограму «Papà ha la bua», в якій так само брала участь його одинадцятирічна донька Крістіна. Крім цього, Паоло засвітився в телепередачі «Ci pensiamo lunedì» в якості диригента оркестру. У 1987—1988 рр. вів музичну передачу «Porto Matto».
Помер 20 червня 2023 року.

## Дискографія

### Сингли
| Рік  | Сторона А                 | Сторона                           | Лейбл           | Номер     | Псевдонім       |
| 1962 | Cuando Calienta El Sol    | Solo un ' ora (Cha cha delle ore) | Club            | CLS 7     | Paolo Zavallone |
| 1962 | Jingle Bells Twist        | Il Vagabondo                      | Club            | CLS 8     | Paolo Zavallone |
| 1962 | Daniela                   | Moliendo Café                     | Club            | CLS 9     | Paolo Zavallone |
| 1962 | Tango italiano            | Quando Quando Quando              | Club            | CLS 10    | Paolo Zavallone |
| 1963 | Lacrime Di Una Tromba     | Gina                              | Club            | CLS 18    | Paolo Zavallone |
| 1965 | Surf Dell'amore           | Non mandarmi via                  | Italian Yank    | IY 10002  | Paolo Zavallone |
| 1975 | Madrugada                 | Ritratto Di Luisa                 | New Polaris     | FK 26     | El Pasador      |
| 1976 | Amazonas                  | Tu Amor                           | New Polaris     | FK 33     | El Pasador      |
| 1977 | Amada Mia, Amore Mio      | Una Rosa                          | New Polaris     | FK 44     | El Pasador      |
| 1977 | Non Stop                  | For Piano In Sol                  | New Polaris     | FK 49     | El Pasador      |
| 1978 | Jeans Flower              | Lo E Te                           | New Polaris     | FK 51     | Paolo Zavallone |
| 1978 | Mucho Mucho               | Bamba Dadam                       | New Polaris     | FK 52     | El Pasador      |
| 1978 | La Sberla                 | Rock Traumatologico               | New Polaris     | FK 54     | El Pasador      |
| 1979 | Kilimangiaro              | Senorita c'est La Vie             | New Polaris     | FK 57     | El Pasador      |
| 1980 | Good Bye Amore I Love You | Toca… Toca…                       | New Polaris     | FK 65     | El Pasador      |
| 1980 | Sbamm                     | Ragdo                             | Durium          | LDAI-8096 | El Pasador      |
| 1981 | Mexico                    | Maraja                            | Fontana Records | 6025 283  | El Pasador      |
| 1981 | Papà Ha La Bua            | Mettiti La Maglia                 | Fontana Records | 6025 286  | El Pasador      |

Композицію «Papà Ha La Bua» (платівка «El Pasador & Cristina Zavallone») виконують батько і донька
Композиція Mexico, платівка «El Pasador & Karina Huff». На композицію «Amada Mia Amore Mio» зроблений (Pizza Boys) мікс (extended mix)

### Студійні альбоми
| Рік  | Назва                   | Лейбл       | Номер      | Псевдонім       |
| 1974 | Cocktail Di Stili       | Broadway    | BW 13070   | Paolo Zavallone |
| 1975 | Madrugada               | New Polaris | POL/BP 716 | El Pasador      |
| 1976 | Il Meglio De El Pasador | New Polaris | POL/BP 728 | El Pasador      |
| 1978 | La Sberla               |             |            |                 |
| 1978 | Non stop                |             |            |                 |